# Bramhadev
Brahmadev (ब्रह्मदेव) – gaun wikas samiti w zachodniej części Nepalu w strefie Mahakali w dystrykcie Darchula. Według nepalskiego spisu powszechnego z 2001 roku liczył on 319 gospodarstw domowych i 1988 mieszkańców (1000 kobiet i 988 mężczyzn).